# Сакс, Яков Иванович
Яков Иванович Сакс (ум. 1851) — полковник, командир Фельдъегерского корпуса.
Происходил из дворян Виленской губернии, службу начал в военной полиции, состоял адъютантом при директоре её бароне П. Ф. Розене. Это не помешало Саксу принять деятельное участие во многих делах Отечественной войны 1812 года и в Заграничных походах 1813 и 1814 годов.
В 1815 году Сакс, по приказанию генерал-фельдмаршала князя Барклая де Толли, был прикомандироваи к корпусу графа Ланжерона. Находясь при последнем, за отличие по службе, Сакс был произведён в 13-й класс. В 1816 году состоялся перевод его в главную квартиру 1-й армии для особых поручений. В следующем году Сакс был переведён в Жандармский полк с переименованием в прапорщики, хотя и оставался при исполнении прежней должности. Отличаясь исполнительностью и знанием дела, прапорщик Сакс в 1819 году был пожалован бриллиантовым перстнем. Затем служебная карьера его пошла довольно быстро: в 1820 году он получил чин поручика, в 1822 году произведён в штабс-капитаны и в 1826 году — в капитаны.
Во время русско-турецкой войны 1828—1829 годов, состоя при главной квартире, Сакс принимал участие во многих делах против турок и за участие в сражении при Кулевче, где была разбита армия верховного визиря, награждён чином майора. За деятельность под крепостью Шумлой он был пожалован орденом св. Анны 2-й степени.
С открытием Польской кампании, майор Сакс, был прикомандирован к генерал-фельдмаршалу графу Дибичу-Забалканскому. За отличия, оказанные в деле при Грохове, где майор Сакс с хладнокровием и мужеством под сильнейшим огнём неприятеля исполнял даваемые ему поручения, был награждён орденом св. Владимира 4-й степени с бантом. За участие в дальнейших делах против польских войск был произведён в подполковники. Также он был награждён польским знаком «Virtuti Militari» 3-й степени.
По кончине графа Дибича, сопровождал гроб с его телом в Санкт-Петербург, куда прибыл 15 сентября 1831 года. Затем поступил на дежурство главнаго штаба Его Величества.
В 1832 году состоялось назначение Сакса командиром Фельдъегерского корпуса. 3 декабря 1839 года Сакс за беспорочную выслугу 25 лет в офицерских чинах был награждён орденом св. Георгия 4-й степени (№ 6033 по кавалерскому списку Григоровича — Степанова). В 1844 году Сакс получил чин полковника и в 1848 году — орден св. Владимира 3-й степени.
К 1849 году здоровье его сильно расстроилось и поэтому он был уволен в отпуск на год за границу для излечения болезни, причём в 1850 году состоялось отчисление от должности с зачислением по кавалерии.
Скончался Сакс в середине 1851 года.